# 安德烈·维亚切斯拉沃维奇·尤金
安德烈·维亚切斯拉沃维奇·尤金（俄语：Андрей Вячеславович Юдин，羅馬化：Andrey Vyacheslavovich Yudin，1962年4月2日—）是阿尔马维尔出身的军事飞行员，俄罗斯空天军副司令，中將军衔，2015年起担任俄罗斯空军总司令。

## 经历
2011年2月14日起担任东部军区空军第3军与防空司令部副司令。根据2014年6月11日俄罗斯联邦国防部第414号法令，安德烈·尤金升至中将军衔。

## 荣誉
- 军功勋章（2013年12月10日）[3]